# ILiad

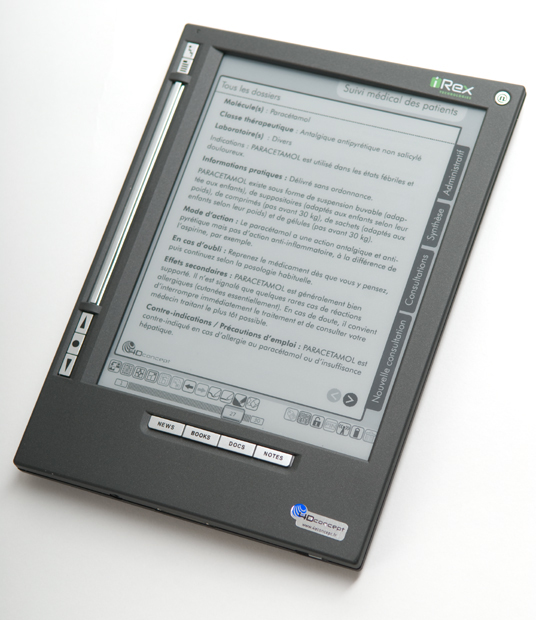
L'iLiad d'iRex Technologies

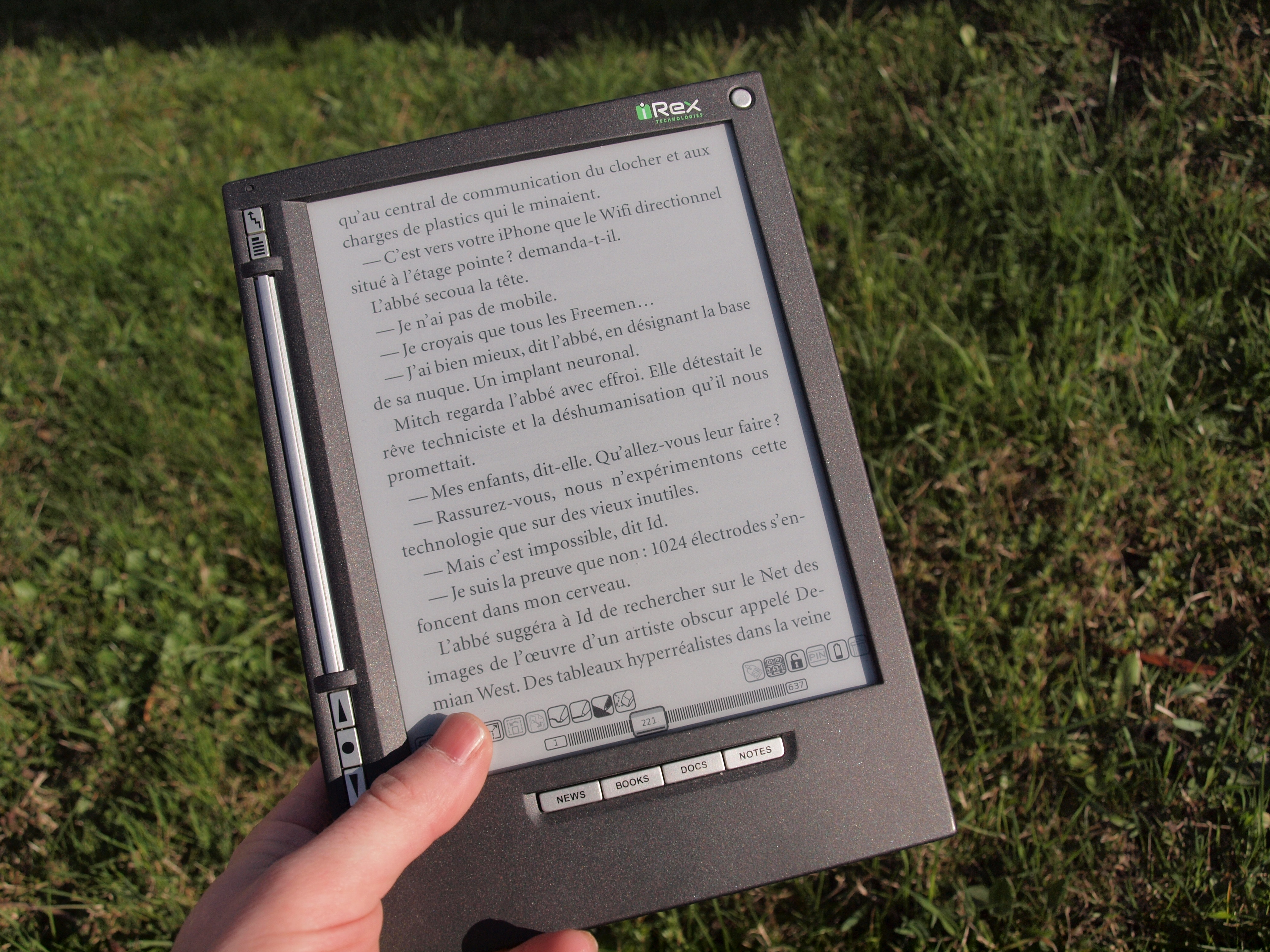
iLiad au soleil

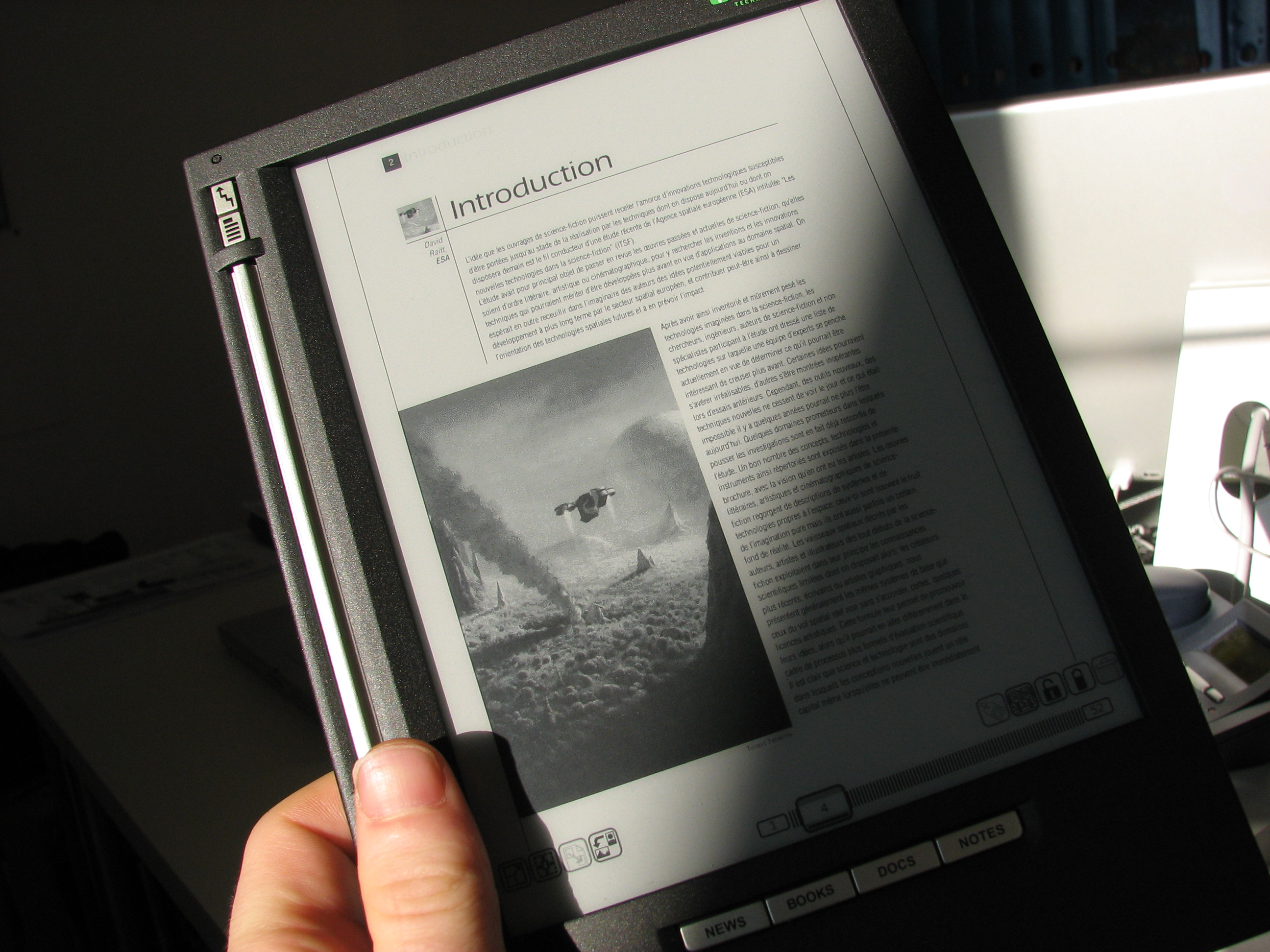
bouquin électronique iLiad équipé de papier électronique

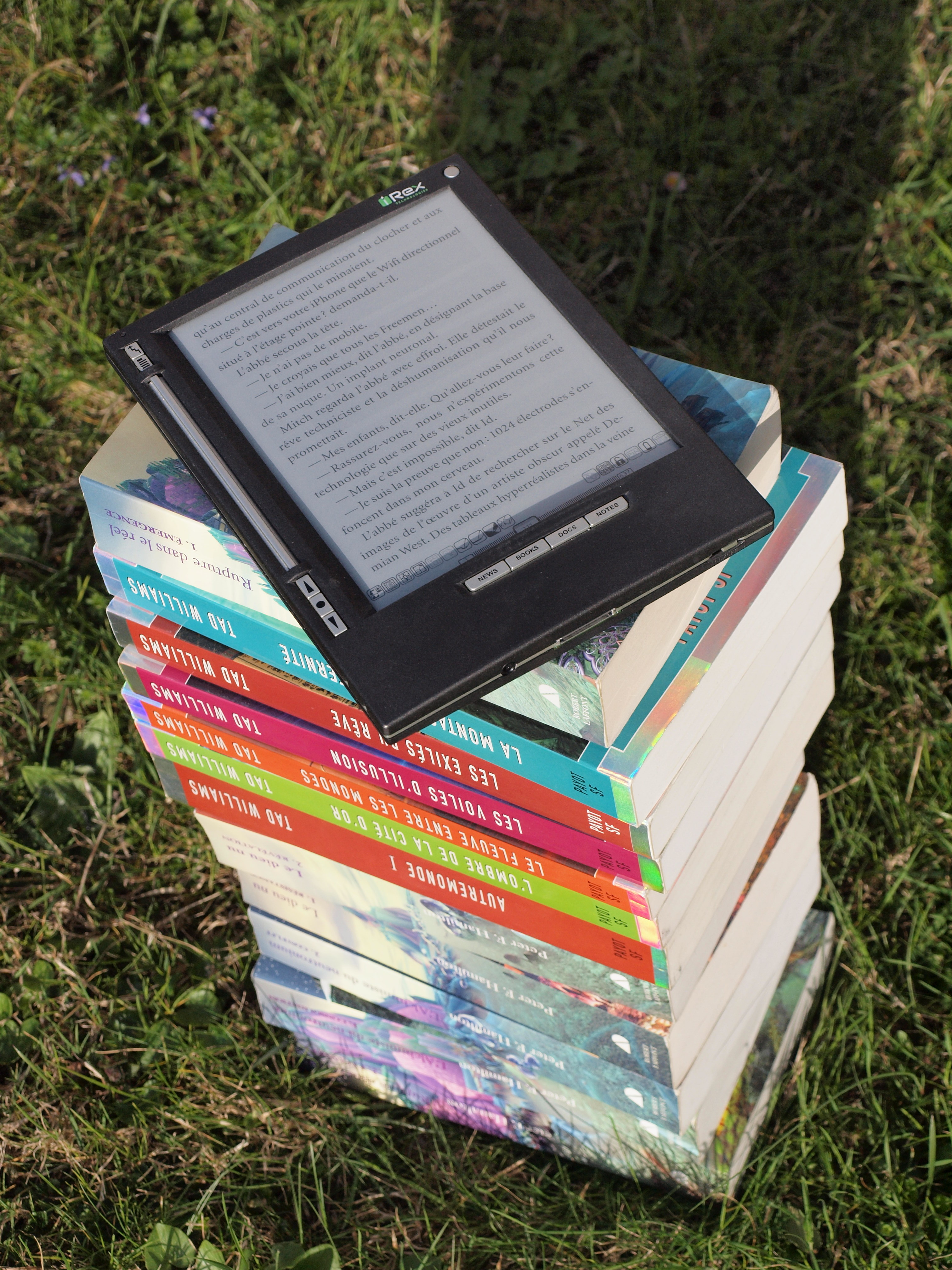

L'iLiad est un lecteur de livres numériques (e-reader) conçu par la société iRex Technologies. Cet appareil utilise la technologie du papier électronique, à l'instar du Digital Reader 1000 d'iRex Technologies, du Cybook Gen3 de Bookeen, de l'Amazon Kindle et du Sony Reader. Cette technologie rend possible une lecture similaire à celle sur support papier. Par ailleurs l'iLiad intègre une dalle tactile permettant l'annotation de documents.
Son grand frère est le Digital Reader 1000.

## Spécifications
- Dimensions : 155 x 217 x 16 mm
- Poids : 390 grammes (avec la batterie)
- Écran : 8,1 pouces de diagonale (21 cm), 768 x 1024 pixels, 160 dpi, 16 niveaux de gris
- Dalle tactile Wacom et stylet
- Son : prise casque 3,5 mm (mini-jack stéréo standard)
- Processeur : Intel XScale 400 MHz
- Batterie : interne rechargeable Lithium Ion
- Système d'exploitation : Linux (noyau 2.4)
- Mémoire RAM : 64 Mo
- Mémoire interne : 256 Mo (128 Mo pour le système, 128 Mo disponible pour l'utilisateur)
- Emplacement pour cartes SD, MMC et CompactFlash (jusqu'à 4 Go)
- Connexion USB compatible Mac, Windows, Linux
- Port USB pour stockage externe
- Réseau sans fil Wi-Fi 802.11g
- Réseau filaire 10/100 Mbit/s

## Description
Doté d'un écran au format légèrement supérieur à A6, l'iLiad affiche les contenus en 16 niveaux de gris. Sa mémoire interne de 256 Mo est extensible par clé USB, carte SD/MMC ou CompactFlash. Grâce à son stylet, il est possible de naviguer en toute liberté au sein d'une bibliothèque numérique ou encore d'annoter des livres, des documents ou de saisir des notes de façon manuscrite. Les modes de transfert disponibles sont l'USB, le Wi-Fi et l'Ethernet.

## Formats de fichiers lus
- Pour les livres/documents : PDF, HTML, PRC/MOBI de Mobipocket, TXT
- Pour les images : JPG, BMP, PNG

## Book Edition

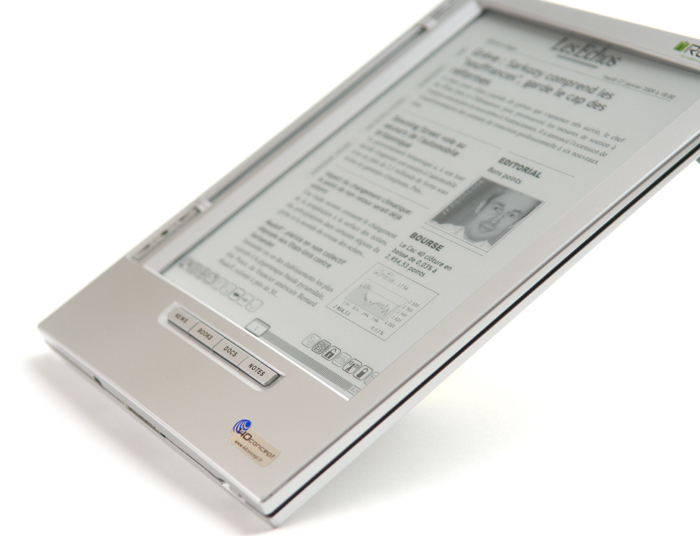
L'iLiad Book Edition d'iRex Technologies

La version Book Edition de l'iLiad comporte les différences suivantes :
- Châssis aspect aluminium
- Pas de connexion Wi-Fi
- Pré-chargé avec 50 ouvrages anglophones